# 리오 브라보 (영화)
《리오 브라보》(영어: Rio Bravo)는 미국에서 제작된 하워드 혹스 감독의 1959년 서부, 멜로/로맨스, 드라마 영화이다. 존 웨인 등이 주연으로 출연하였고 하워드 혹스 등이 제작에 참여하였다.

## 줄거리
억만장자 지주의 망나니 동생 조 버뎃이 술집에서 술 취한 사람 듀드를 조롱하며 돈을 침 뱉는 통에 던져 넣는다. 보안관 존 T. 챈스가 듀드를 말리자, 듀드는 화를 내며 챈스를 때려 기절시킨다. 조는 듀드를 재미 삼아 구타하고, 이를 말리던 무장하지 않은 구경꾼을 총으로 쏴 죽인다. 정신을 차린 챈스는 조를 체포하기 위해 그의 형인 네이선의 술집으로 찾아가고, 듀드의 도움으로 네이선의 부하들을 제압하고 조를 살인죄로 체포한다.
챈스의 친구 팻 휠러가 물품과 다이너마이트를 실은 마차를 끌고 마을에 들어오려 하지만, 네이선 버뎃의 부하들이 길을 막는다. 챈스는 자신과 술에서 헤어나지 못하는 과거 부관 듀드, 그리고 다리를 저는 늙은 부관 스텀피가 네이선의 군대와 조 사이를 지키고 있음을 알린다. 챈스는 휠러의 마차 행렬에서 젊은 총잡이 콜로라도 라이언을 발견하지만, 콜로라도는 문제를 일으키고 싶어 하지 않는다며 선을 긋는다.
그날 밤, 지역 호텔 주인 카를로스는 휠러가 싸울 사람들을 모집하고 있다고 경고한다. 챈스는 자신의 일 때문에 다치는 사람이 생기는 것을 원하지 않아 휠러를 말리려 한다. 휠러는 콜로라도에게 도움을 요청하지만, 콜로라도는 자신의 싸움이 아니라며 거절한다. 이후 챈스는 호텔에서 속임수 카드 게임을 발견한다. 그는 사기꾼 도박꾼의 미망인인 "페더스"를 알아보고 대면하지만, 콜로라도는 다른 사람이 사기꾼임을 밝혀낸다.
거리에서 휠러가 총에 맞아 쓰러진다. 챈스와 듀드는 살인자를 쫓아 네이선의 술집으로 들어가고, 챈스는 듀드가 자신을 증명하고 살인자와 맞서 싸우도록 허용한다. 콜로라도와 휠러의 부하들은 법원 명령이 떨어질 때까지 마을에 머물러야 하고, 마차들은 버뎃 창고 뒤에 남겨진다. 페더스가 밤새도록 챈스를 지키기 위해 총을 들고 몰래 깨어 있자, 챈스는 페더스의 안전을 위해 마을을 떠나라고 명령한다. 하지만 그녀는 거절하고 둘은 가까워진다.
네이선이 직접 마을에 온다. 스텀피는 네이선에게 땅을 빼앗긴 원한 때문에 감옥 주변에서 문제가 생기면 조를 쏘겠다고 위협한다. 이에 네이선은 자신의 술집 악사들에게 "엘 데구엘로"라는 곡을 계속 연주하게 한다. 콜로라도는 이 노래가 네이선이 자비를 베풀지 않겠다는 의미임을 알고 챈스에게 경고한다.
챈스는 듀드에게 과거 부관 시절의 총과 옷, 검은 모자를 돌려주고 듀드는 면도를 하며 새로운 시작을 다짐한다. 하지만 스텀피는 듀드를 알아보지 못하고 총을 쏘고, 듀드는 심한 충격을 받는다. 다음 날, 듀드는 여전히 불안정한 상태로 버뎃의 부하들에게 매복당하고, 챈스가 조를 풀어주지 않으면 듀드를 죽이겠다고 협박받는다. 콜로라도와 페더스가 부하들의 주의를 끄는 동안 챈스는 총을 들고 버뎃의 부하들을 제압하고 듀드를 구출한다. 듀드는 포기하고 콜로라도에게 자신의 자리를 넘겨주려 하지만, "엘 데구엘로"를 듣고 끝까지 싸우기로 결심한다.
듀드가 목욕을 하기 위해 챈스와 함께 호텔로 돌아가지만, 버뎃의 부하들은 카를로스의 아내 콘수엘로를 납치해 챈스를 함정으로 유인한다. 듀드는 챈스에게 스텀피가 조를 내주도록 하려는 속셈으로 부하들을 감옥으로 데려가라고 말한다. 듀드의 예상대로 스텀피는 총을 쏘고, 혼란 속에서 몇몇 부하들이 듀드를 네이선에게 끌고 간다. 네이선은 듀드와 조를 교환하자고 요구한다. 챈스는 콜로라도를 백업으로 데려가고 듀드와 조는 교환 중에 싸움을 벌인다. 격렬한 총격전이 벌어지고 스텀피는 마차에서 다이너마이트를 꺼내 버뎃과 그의 부하들이 숨어있는 창고에 던진다. 챈스와 듀드는 총으로 다이너마이트를 폭파시켜 싸움을 끝낸다.
버뎃 형제와 살아남은 부하들이 모두 감옥에 갇히자 챈스는 드디어 페더스와 시간을 보내고 그녀에게 마음을 고백한다. 콜로라도는 자원해서 감옥을 지키고, 스텀피와 듀드는 마을에서 밤을 즐긴다.

## 출연

### 주연
- 존 웨인 (존 T. 챈스 역)
- 딘 마틴 (듀드 역)
- 리키 넬슨 (콜로라도 라이언 역)
- 앤지 디킨슨 (페더스 역)
- 월터 브레넌 (스텀피 역)
- 워드 본드 (팻 휠러 역)

### 조연
- 존 러셀 (네이선 버뎃 역)
- 페드로 곤잘레스-곤잘레스 (카를로스 로반테 역)
- 에스텔리타 로드리게즈 (콘수엘라 로반테 역)
- 클로드 아킨즈 (조 버뎃 역)
- 말콤 아터버리
- 해리 커리 쥬니어

## 스태프
- 각본: 줄스 퍼스먼, 리 브래킷
- 원작: B. H. 맥캠벨
- 작곡: 디미트리 티옴킨
- 작사: 폴 프랜시스 웹스터
- 촬영: 러셀 할란
- 미술: 레오 K. 쿠터
- 편집: 폴마 블랭스테드
- 의상: 마저리 베스트
- 음악: 디미트리 티옴킨
- 제작, 감독: 하워드 혹스
- 특배: 동아영화흥업[1]

### EBS판 스태프 (2023년 4월 15일)
- 기획: EBS
- 우리말 제작: 벼리기획